# 이다현 (1996년생 모델)
이다현(李多炫, 1996년 4월 12일~)은 대한민국의 모델이다.
서울특별시에서 출생한 그녀는 경기외고 시절이던 2015년 《고교10대천왕》에 10대 천왕 패널 주인공 중 일원으로 출연한 전력이 있으며 이후 2017년 전국춘향선발대회에 참가, 미스 춘향 선(善)에 입상하였다.

## 수상 경력
- 2017년 전국춘향선발대회 선(善)